# Judith Dupont
Judith Dupont, née Dormandi le 22 septembre 1925 à Budapest, est une psychanalyste, éditrice et traductrice française d'origine hongroise. Elle a fait traduire et éditer en français les œuvres de Sándor Ferenczi. Elle a fondé la revue de psychanalyse Le Coq-Héron.

## Parcours de formation et carrière professionnelle
Son père, Ladislas Dormandi, est écrivain et dirige une maison d'édition hongroise, les éditions Pantheon, et sa mère, Olga Kovács, est peintre. Elle vit à Budapest, jusqu'en 1938, date à laquelle sa famille quitte la Hongrie, après l'annexion de l'Autriche par les Nazis, et s'installe à Paris.

### Une famille liée à la psychanalyse
Sa grand-mère maternelle, Vilma Kovács, élève et collaboratrice de Sándor Ferenczi, est l'une des premières psychanalystes hongroises, didacticienne de l'Association psychanalytique hongroise. Vilma Kovács finance avec son mari la policlinique psychanalytique fondée par Ferenczi au no 12 rue Mészaros, à Budapest, dans l'immeuble familial. Alice Székely-Kovács, sa tante maternelle, devient elle aussi psychanalyste, et épouse Michael Balint.
Sa mère, Olga Kovács, est l'auteure de croquis de plusieurs psychanalystes, réalisés durant le congrès de l'Association psychanalytique internationale à Salzbourg, en 1924.

### Formation et carrière professionnelle
Déterminée à devenir psychanalyste, elle fait d'abord des études de médecine, est stagiaire en pédiatrie dans le service du professeur Georges Heuyer et à la Fondation Vallée. Elle se marie en 1952 avec Jacques Dupont, médecin et imprimeur, avec qui elle a deux enfants. Elle travaille dans plusieurs institutions, notamment au centre Étienne Marcel, CMPP et hôpital de jour créé par Bernard This, Thérèse Tremblais et Madeleine Casanova, à la fin des années 1950.
Elle se forme à la psychanalyse avec Daniel Lagache, fait des supervisions avec Juliette Favez-Boutonier et Françoise Dolto. Elle est supervisée ensuite par Georges Favez et suit les séminaires de l'Association psychanalytique de France, dont elle devient membre associée. Elle en est membre honoraire.
Elle est l'auteure de plusieurs entrées dans le Dictionnaire international de la psychanalyse dirigé par Alain de Mijolla : Michael Balint, Alice Balint-Székely-Kovács, Le Coq-Héron et Vilma Kovácz-Prosznitz. Elle est également membre du comité éditorial de l'American Journal of Psychoanalysis.

### Fondation de la revue de psychanalyseLe Coq-Héron
Judith Dupont fait partie de l'équipe fondatrice du Coq-Héron. Cette revue est à l'origine un bulletin interne au centre Étienne Marcel, imprimé par Jacques Dupont. Les premiers numéros sont tirés à une cinquantaine d'exemplaires. Les responsables de la revue entreprennent de traduire des textes psychanalytiques inédits en France, hongrois, anglais, allemands, etc. Ils publient des textes de Sándor Ferenczi ou des études de ses textes. D'autres traductions suivent, des textes théorico-cliniques de Michael et Alice Balint, Masud Khan, Margaret Mahler, Imre Hermann... D'autres auteurs français sont publiés, Françoise Dolto, Jacques Lacan, Alain Didier-Weill, notamment. Le journal prend rapidement de l'importance. Il est édité par les éditions Erès à partir du no 168.
Judith Dupont est membre du comité de rédaction de la revue, et en coordonne de nombreux numéros, seule ou en collaboration. Pour les plus récents : no 218 « La psychanalyse en Suisse : une histoire agitée », avec Karima Amer ; no 212, « Avec Ferenczi à Budapest » ; no 213, « Découvrir, inventer, comprendre, analyser », avec Mireille Fognini ; no 210 « Psychanalystes à explorer » et no 207 « Paul Roazen : un historien de la psychanalyse », avec Eva Brabant.

### Édition des œuvres de Sándor Ferenczi
Michael Balint s'était vu confier la responsabilité des droits littéraires de Sándor Ferenczi après sa mort, par Gizella Ferenczi et les filles de celle-ci, Elma et Magda. Michael Balint avait ainsi récupéré des textes inédits, notamment le Journal clinique (1932) et la correspondance de Sigmund Freud, qu'il avait emportés dans son exil en Angleterre en 1939. Anna Freud pour sa part, accepta, à la demande de Gizella Ferenczi, de donner à Balint les lettres que Ferenczi avait adressées à Freud. Michael Balint avait commencé à publier certains textes de Ferenczi, notamment Confusion de langue entre les adultes et l'enfant dans un numéro spécial de la revue International Journal of Psychoanalysis, en 1947.
Judith Dupont traduit en français une édition hongroise de Thalassa. Elle obtient de Balint l'autorisation de l'éditer et l'ouvrage paraît aux éditions Payot, avec le sous-titre Psychanalyse des origines de la vie sexuelle, et une préface de Nicolas Abraham. Le succès rencontré par cet ouvrage permet la publication de l'ensemble de l’œuvre de Ferenczi, en quatre volumes. Balint préface les deux premiers volumes des Œuvres complètes de Ferenczi, Judith Dupont écrit la préface du tome 3 et Pierre Sabourin celle du tome 4.
Judith Dupont devient à son tour représentante littéraire de Sándor Ferenczi, avec l'accord de Balint. Lorsque celui-ci meurt, son épouse Enid Balint remet à Judith Dupont l'ensemble des papiers de Ferenczi, à l'exception du Journal clinique, encore inédit, dont elle souhaite garder la responsabilité. La correspondance de Freud et Ferenczi reste elle aussi inédite, du fait de l'opposition d'Anna Freud à une édition intégrale. Judith Dupont traduit des textes avec Myriam Viliker, puis avec d'autres traducteurs, constitués en « équipe de traduction du Coq-Héron », qui signent la plupart des traductions de Ferenczi. Lorsque les derniers obstacles disparaissent, le Journal clinique est édité, tandis que la correspondance de Freud et Ferenczi paraît en trois volumes, dans une édition établie par André Haynal et une traduction de l'équipe du Coq-Héron chez Calmann-Lévy.

## Distinction
- 2013 : Sigourney Award[16].

## Publications

### Ouvrages
- Au fil du temps... Un itinéraire analytique, Paris, CampagnePremière, 2015,  (ISBN 2372060139).
- Le manuel à l'usage des enfants qui ont des parents difficiles (pseudon. Jeanne Van Den Brouck), préface de Françoise Dolto, Paris, Jean-Pierre Delarge, 1980, rééd. Le Seuil, Point virgule no 17, 2006  (ISBN 202089226X).

### Édition de revues
- Avec Michelle Moreau Ricaud, co-édition de trois numéros spéciaux sur Balint, The American Journal of Psychoanalysis, March 2002, vol.62, no 1. et 62, no 4, September 2004, vol. 64, no 3.

### Articles et chapitres d'ouvrages
- Publier un tel livre n’est pas anodin…, in D. Platier Zeitoun, J. Polard (dir.), Vieillir… Des psychanalystes parlent, Erès, 2009.
- Qu’est-ce que l’état de santé. Le point de vue de Michael Balint, Revue française de psychosomatique, no 36 2009.
- L’éducatif dans la psychanalyse, Le Coq-Héron, no 199, «Psychanalyse et éducation», Erès, 2009, en ligne.
- Pour une pédagogie psychanalytique, in François Marty et Florian Houssier (dir.), Éduquer l’adolescent ? Nîmes, Champ social, 2007.
- L’humour dans la correspondance Freud/Ferenczi, in Stéphane Michaud (dir), Correspondances de Freud, p. 59-68, Presses Sorbonne Nouvelle, 2007.
- La notion de trauma selon Ferenczi et ses effets sur la recherche psychanalytique ultérieure, Filigrane, 2008, [lire en ligne].
- Repères sur la question du trauma : Freud, Balint, Abraham et Torok, in Jean Claude Rouchy (dir), La psychanalyse avec Nicolas Abraham et Maria Torok, p. 77-79, coll. « Transition », Erès, 2001  (ISBN 2-86586-915-6).

### Traductions et éditions
- Sándor Ferenczi
  - Thalassa. Psychanalyse des origines de la vie sexuelle, présentée par Nicolas Abraham, traduction de Judith Dupont et Myriam Viliker, Paris : Payot, 2000.
  - Œuvres complètes t. I, 1908-1912. Psychanalyse I / Sandor Ferenczi, traduction de Judith Dupont avec la collaboration du Dr Philippe Garnier, préface de Michael Balint / Paris : Payot, 1968.
  - Œuvres complètes t. II, 1913-1919. Psychanalyse 2, traduction de Judith Dupont et de Myriam Viliker, avec la collaboration du Dr Philippe Garnier, préface de Michael Balint / Paris : Payot, 1978.
  - Œuvres complètes, t. III, 1919-1926. Psychanalyse 3, traduction de Judith Dupont et Myriam Viliker, Paris : Payot, 1982.
  - Œuvres complètes t. IV, 1927-1933, traduit par l'équipe du Coq Héron (J. Dupont, S. Hommel, P. Sabourin et al.), préface de Pierre Sabourin, introduction de Michael Balint, Paris : Payot, 1982.
  - Journal clinique : janvier-octobre 1932, préface de Michael Balint, traduit par l'équipe de traduction du Coq Héron, avant-propos de Judith Dupont, postface de Pierre Sabourin, Paris : Payot, 2014.
  - Transfert et introjection, traduit par Judith Dupont avec la collaboration de Philippe Garnier, préface de Simone Korff-Sausse, Paris : Éd. Payot & Rivages, 2013.
  - Perspectives de la psychanalyse : sur l'indépendance de la théorie et de la pratique, avec Otto Rank, traduit de l'allemand par Michèle Pollak-Cornillot, Judith Dupont et Myriam Viliker / Paris : Payot, 1994.
- Michael Balint
  - Techniques psychothérapeutiques en médecine, avec Enid Balint, traduit de l'anglais par Judith Dupont et Jean-Paul Valabrega, Paris : Payot, 1966.
  - Amour primaire et technique psychanalytique, traduit par J. Dupont, R. Gelly, S. Kadar, Paris : Payot, 1972.
  - Les Voies de la régression, avec une étude de Enid Balint, traduit par Myriam Viliker et Judith Dupont, Paris : Payot, 1981.
  - Le défaut fondamental : aspects thérapeutiques de la régression, traduit de l'anglais par Judith Dupont et Myriam Viliker, Paris : Payot, 2003.
- Correspondances
  - Correspondance : 1921-1933. Sandor Ferenczi, Georg Groddeck, traduction de l'allemand, notes et commentaires par le Groupe de traduction du Coq-Héron, préface par Judith Dupont, Paris : Payot, 1982.
  - La Correspondance Ernest Jones-Michael Balint, sous la responsabilité de Eva Brabant et Judith Dupont, Ramonville Saint-Agne : Erès, 2004.
  - Correspondance : 1907-1926, Sigmund Freud, Otto Rank, présentation et annotations de Patrick Avrane, traduit de l'allemand par Suzanne Achache-Wiznitzer, Judith Dupont et al. / Paris : CampagnePremière, 2015.
  - Correspondance : Sigmund Freud, Sándor Ferenczi, t. 1 1908-1914 (1994), t. 21914-1919 (1996), t. 3 1920-1933 (2000), dir. André Haynal et l'équipe du Coq-Héron, Paris, Calmann-Lévy.
- István Hollós, Mes adieux à la Maison jaune : ouvrage très insolite du Dr. Télémaque Pfeiflein sur la libération des malades mentaux présenté au public, Le Coq-Héron, 1986, trad. de Judith Dupont[17], 106 p. (en hongrois Búcsúm a Sárga Háztól Budapest, Genius, 1927).